# Salabackekyrkan
Salabackekyrkan är en kyrkobyggnad i Uppsala i Uppsala stift. Den tillhör Vaksala församling och ligger i stadsdelen Salabacke i Uppsalas nordöstra del. Kyrkan står på Sala Hage som är en öppen gräsplan vid foten av Skomakarberget.

## Verksamhet

### Sinnesromässa
I Salabackekyrkan har det vuxit en möte med AA/NA (Anonyma Alkoholister och Narkomaner), vilken resulterat i en kultur av sinnesromässor. Dessa firas bland annat med en bejakelse av tolvstegsprogrammet, och genomsyras av en avskalad liturgi samt stora inslag av sång och musik. Den särskilt utformade Salabackemässan som hålls vid söndagar influeras också av sinnesromässorna.

### Körer
Till Salabackekyrkan hör Andreaskören, Afro och Vaksala Gospel. Afro, startad och ledd av Peter Ekengren och kapellmästaren Arvid Callin Nerdal, fokuserar sin musik på afroamerikanskt material såsom gospel, soul och främst reggae. Då kören Afro kommit att uppträda desto mer i sammanhang utanför kyrkan så har behovet av en ny ungdomskör vuxit, vilket ledde till grundandet av Vaksala Gospel.

### Ungdomsmässa med musik
Salabackekyrkan håller mässor för ungdomar med särskilt fokus på musik av flera olika slag. Mässorna arrangeras emellanåt som en större konsert, såsom genom insamling till Musikhjälpen eller med kören Afro.

### Klubb Rut
Den samlade verksamheten för unga vuxna i Svenska kyrkan i Uppsala kallas Klubb Rut. I denna ingår föreläsningar eller inspiration på Kulturhuset Grand samt veckomässa och samtal i Salabackekyrkan. På Grand-tillfällena har bland andra indie/psalm-musikern David Åhlén och den så kallade "feministpastorn" Esther Kazen bjudits in.

## Kyrkobyggnaden
Salabackekyrkan är kronologiskt den andra kyrkan i församlingen och uppfördes 1958 i samband med byggandet av stadsdelen Salabacke. Byggfirman Anders Diös uppförde kyrkan efter ritningar av Sten Hummel-Gumælius i nära samarbete med Jean Michon-Bordes. 14 december 1958 ägde invigningen rum. Denna kyrka totalförstördes i en anlagd brand 1993. Kyrkan återuppbyggdes till sitt ursprungliga utseende och stod färdig till advent 1994. 
Kyrkan utgör södra delen av en stor anläggning med församlingslokaler. Gudstjänstrummet består av en enskeppig sal med kor i öster och huvudingång i västgaveln. Sakristian intill korets sydvägg utvidgades något efter branden. Kyrkans ytterväggar är av furuspån målad i falurött. Församlingssalen norr om koret avskärmas genom en vikvägg. Långhusets norra vägg vetter mot anläggningens trädgård. Kor och långhus täcks av ett högt, brant sadeltak, ursprungligen klätt med skiffer men efter branden utbytt mot plåt. Flera fönster är smårutade och spröjsade med bly. Huvudingången leder till ett inbyggt vapenhus varifrån man sedan når kyrkorummet. Den ljusa interiören präglas framför allt en öppen takstolskonstruktion med sparrar som går från taket ner till golvet.
Salabackekyrkan hörde från början till Domkyrkoförsamlingen men år 1963 överfördes den till Vaksala församling när församlingsgränserna drogs om. 2008 firade Salabackekyrkan 50 år, genom att sätta upp musikalen Jesus Christ Superstar av Andrew Lloyd Webber och Tim Rice. Man firade jubileet mellan andra och tredje advent, det vill säga det första invigningsdatumet och återinvigningsdatumet.

## Inventarier
Altartavlan Kristi intåg i Jerusalem är en oljemålning av Bror Hjorth som invigdes 27 oktober 1963. Tavlan räddades från branden och återfinns i nuvarande kyrka. Predikstolen, den öppna bänkinredningen samt orgelläktaren i väster är av ljust trä. Orgeln är byggd av Grönlunds Orgelbyggeri, Gammelstad och levererades 1997. Orgeln är färgsatt av arkitekt Kerstin Ferner som hämtat färgerna från altartavlan. Tre vävnader skapade av textilkonstnären Bärbel Neumann skänktes till kyrkans 25-årsjubileum. De pryder församlingssalens väggar. Ett av motiven är ”Maria Magdalena och örtagårdsmästaren”.

### Orgel
Den nuvarande orgeln byggdes 1997 av Grönlunds Orgelbyggeri AB, Gammelstad. Orgeln är mekanisk med slejflådor och har ett tonomfång på 56/30.
| Huvudverk I          | Bröstverk II      | Pedal            | Koppel |
| Rörflöjt 8'          | Gedackt 8'        | Subbas 16'       | I/P    |
| Principal 4'         | Rörflöjt 4'       | Gedacktpommer 8' | II/P   |
| Waldflöjt 2'         | Principal 2'      | Zinka 4'         | II/I   |
| Mixtur III-IV 1 1⁄3' | Cymbel III        |                  |        |
| Dulcian 8'           | Krumhorn 8'       |                  |        |
|                      | Tremulant         |                  |        |
|                      | Crescendosvällare |                  |        |